# Kurt Tschenscher
Kurt Waldemar Tschenscher (Hindenburg O.S., 1928. október 5. – Schwetzingen, 2014. augusztus 13.) német nemzetközi labdarúgó-játékvezető. Polgári foglalkozása, biztosítási ügynök, majd Mannheim Sport- és Fürdőigazgatóságnak volt a tisztviselője.

## Pályafutása

### Labdarúgóként
A labdarúgást fiatal felnőtt koráig űzte. Nevelő egyesülete 1937–1943 között, Kelet-Poroszországban az SC Preußen Hindenburg volt, majd az amerikai hadifogságból szabadulva 1947–1949 között a VfL Neckarau csapatába játszott.

### Nemzeti játékvezetés
A háború után beinduló labdarúgó mérkőzéseknek nem volt elég képzett játékvezetője, ezért 1948-ban, még játékosként jelentkezett a tanfolyamra. Játékvezetésből Mannheimben vizsgázott. A Baden-Württembergi labdarúgó-szövetség által üzemeltetett labdarúgó bajnokságokban kezdte sportszolgálatát. A Német Labdarúgó-szövetség (DFB) Játékvezető Bizottságának (JB) minősítésével a 2. Bundesliga, majd 1951-től a Bundesliga játékvezetője. Küldési gyakorlat szerint rendszeres partbírói szolgálatot is végzett. Huszonnyolc évi eredményes sporttevékenység után 197-ben visszavonult. Pályafutása alatt 1233 mérkőzésen közreműködött (játékvezető, partbíró). Bundesliga mérkőzéseinek száma: 125.
Mottója: A játékvezetőnek mindig meg kell találnia azt a lélektani pillanatot, amikor határvonalat húz a testtel való férfias játék és az alattomos durvaság között.

#### Nemzeti kupamérkőzések
Vezetett kupadöntők száma: 1.

##### Német labdarúgókupa
| Időpont          | Helyszín                   | Mérkőzés típusa | Mérkőzés                            | Eredmény | Nézők száma |
| ---------------- | -------------------------- | --------------- | ----------------------------------- | -------- | ----------- |
| 1973. június 23. | Városi Stadion, Düsseldorf | döntő           | Borussia Mönchengladbach–1. FC Köln | 2 – 1    | 69 600      |

### Nemzetközi játékvezetés
A Német labdarúgó-szövetség JB terjesztette fel nemzetközi játékvezetőnek, a Nemzetközi Labdarúgó-szövetség (FIFA) 1958-tól tartotta nyilván bírói keretében. A FIFA JB központi nyelvei közül a németet és az angolt beszélte. Pályafutása idején Európa egyik legjobban foglalkoztatott játékvezetője. Több nemzetek közötti válogatott (Európa-kupa), valamint Vásárvárosok kupája, Kupagyőztesek Európa-kupája, UEFA-kupa és Bajnokcsapatok Európa-kupája klubmérkőzést vezetett, vagy működő társának partbíróként segített. A német nemzetközi játékvezetők rangsorában, a világbajnokság-Európa-bajnokság sorrendjében többedmagával az 5. helyet foglalja el 15 találkozó szolgálatával. Az UEFA által szervezett labdarúgó kupasorozatokban 1955–2007 között összesen 45 mérkőzést vezetett, amivel a 26. helyen áll. A nemzetközi játékvezetéstől 1974-ben búcsúzott. Nemzetközi mérkőzéseinek száma: 157. Válogatott mérkőzéseinek száma: 41.
| Időpont           | Helyszín                       | Mérkőzés típusa           | Mérkőzés                  | Eredmény | Nézők száma |
| ----------------- | ------------------------------ | ------------------------- | ------------------------- | -------- | ----------- |
| 1958. december 3. | Luigi Ferraris Stadion, Genova | első válogatott mérkőzése | Olaszország–Csehszlovákia | 1 – 1    | 40 000      |

| Időpont          | Helyszín                         | Mérkőzés típusa     | Mérkőzés             | Eredmény | Nézők száma |
| ---------------- | -------------------------------- | ------------------- | -------------------- | -------- | ----------- |
| 1971. július 18. | Maracanã Stadion, Rio de Janeiro | Pelé búcsúmérkőzése | Brazília–Jugoszlávia |          | 173 000     |

#### Labdarúgó-világbajnokság
Négy világbajnokságon, az 1962-es labdarúgó-világbajnokságon, az 1966-os labdarúgó-világbajnokságon, az 1970-es labdarúgó-világbajnokságon és az 1974-es labdarúgó-világbajnokságon a FIFA JB bíróként alkalmazta. 
Selejtező mérkőzéseket az UEFA és az CAF zónákban irányított. 1966-ban a  "tartalék" sorból a véletlennek köszönhetően került a tornára. 1970-ben a nyitó mérkőzést vezethette. A nyitó mérkőzésen mutatott szakmai tevékenységével meghatározta azokat az elvárásokat, amelyeket a többi játékvezetőnek is követnie kellett. 1970-ben vezették be a sárga és a piros kártyák alkalmazását. A világbajnokságok történetében a nyitómérkőzésen, a Mexikó–Szovjetunió csoportmérkőzésen elsőként alkalmazta a sárga kártyát, amit a szovjet Jevgenyij Szerafimovics Lovcsevnek mutatott fel. Ha nem vezetett mérkőzést, akkor működő társának partbíróként segített. A kor elvárása szerint az egyes számú partbíró játékvezetői sérülésnél átvette a mérkőzés vezetését. A 7 partbírói szolgálatból 3 esetben első számú, 4 alkalommal 2. számú pozícióba kapott küldést. Világbajnokságokon 10 esetben kapott küldést (1966, 1970, 1974) amivel beállította Albert Dusch (1958, 1962) német rekordját. Világbajnokságokon vezetett mérkőzéseinek száma: 3 + 7 (partbíró).

##### 1962-es labdarúgó-világbajnokság
| Időpont              | Helyszín                      | Mérkőzés típusa                | Mérkőzés             | Eredmény | Nézők száma |
| -------------------- | ----------------------------- | ------------------------------ | -------------------- | -------- | ----------- |
| 1960. szeptember 10. | Marcel Saupin Stadion, Nantes | előselejtező (afrikai csoport) | Nigéria–Ghána        | 2 – 2    |             |
| 1960. október 19.    | Municipal Stadion, Luxembourg | előselejtező (6. csoport)      | Luxemburg–Portugália | 4 – 2    | 6 000       |

##### 1966-os labdarúgó-világbajnokság
| Időpont            | Helyszín               | Mérkőzés típusa           | Mérkőzés        | Eredmény | Nézők száma |
| ------------------ | ---------------------- | ------------------------- | --------------- | -------- | ----------- |
| 1965. november 14. | Wankdorf Stadion, Bern | előselejtező (5. csoport) | Svájc–Hollandia | 0 – 3    | 44 000      |

###### Világbajnoki mérkőzés
| Időpont          | Helyszín                         | Mérkőzés típusa              | Mérkőzés                             | Eredmény | Nézők száma |
| ---------------- | -------------------------------- | ---------------------------- | ------------------------------------ | -------- | ----------- |
| 1966. július 12. | Goodison Park Stadion, Liverpool | csoportmérkőzés (C. csoport) | Brazil labdarúgó-válogatott–Bulgária | 2 – 0    | 48 000      |

##### 1970-es labdarúgó-világbajnokság

###### Selejtező mérkőzés
| Időpont              | Helyszín              | Mérkőzés típusa           | Mérkőzés                                      | Eredmény | Nézők száma |
| -------------------- | --------------------- | ------------------------- | --------------------------------------------- | -------- | ----------- |
| 1969. szeptember 14. | Sparta Stadion, Prága | előselejtező (2. csoport) | Csehszlovák labdarúgó-válogatott–Magyarország | 3 – 3    | 33 907      |

###### Világbajnoki mérkőzés
| Időpont         | Helyszín                    | Mérkőzés típusa            | Mérkőzés           | Eredmény | Nézők száma |
| --------------- | --------------------------- | -------------------------- | ------------------ | -------- | ----------- |
| 1970. május 31. | Azteca Stadion, Mexikóváros | nyitómérkőzés (A. csoport) | Mexikó–Szovjetunió | 0 – 0    | 107 000     |

##### 1974-es labdarúgó-világbajnokság

###### Selejtező mérkőzés
| Időpont            | Helyszín                       | Mérkőzés típusa           | Mérkőzés                                                  | Eredmény | Nézők száma |
| ------------------ | ------------------------------ | ------------------------- | --------------------------------------------------------- | -------- | ----------- |
| 1972. október 21.  | Wankdorf Stadion, Bern         | előselejtező (2. csoport) | Svájci labdarúgó-válogatott–Olasz labdarúgó-válogatott    | 0 – 0    | 53 070      |
| 1972. november 19. | Crvena Zvezda Stadion, Belgrád | előselejtező (7. csoport) | Jugoszláv labdarúgó-válogatott–Görögország                | 1 – 0    | 60 104      |
| 1973. december 19. | Karaiskaki Stadion, Pireusz    | előselejtező (7. csoport) | Görög labdarúgó-válogatott–Jugoszláv labdarúgó-válogatott | 2 – 4    | 7 768       |

###### Világbajnoki mérkőzés
| Időpont         | Helyszín                    | Mérkőzés típusa              | Mérkőzés                                                 | Eredmény | Nézők száma |
| --------------- | --------------------------- | ---------------------------- | -------------------------------------------------------- | -------- | ----------- |
| 1974. július 3. | Westfalen Stadion, Dortmund | csoportmérkőzés (A. csoport) | Brazil labdarúgó-válogatott–Holland labdarúgó-válogatott | 2 – 0    | 53 000      |

#### Labdarúgó-Európa-bajnokság
Az 1960-as labdarúgó-Európa-bajnokságon, az 1968-as labdarúgó-Európa-bajnokságon, illetve az 1972-es labdarúgó-Európa-bajnokságon az UEFA JB játékvezetőként foglalkoztatta. 1968-ban, Rómában az Szovjetunió–Olaszország mérkőzésen Zsolt István volt az egyik partbírója.

##### 1960-as labdarúgó-Európa-bajnokság
| Időpont           | Helyszín                       | Mérkőzés típusa | Mérkőzés                                                   | Eredmény | Nézők száma |
| ----------------- | ------------------------------ | --------------- | ---------------------------------------------------------- | -------- | ----------- |
| 1959. október 25. | Vaszil Levszki Stadion, Szófia | előselejtező    | Bolgár labdarúgó-válogatott–Jugoszláv labdarúgó-válogatott | 1 – 1    | 27 000      |

##### 1968-as labdarúgó-Európa-bajnokság

###### Európa-bajnoki mérkőzés
| Időpont         | Helyszín                  | Mérkőzés típusa   | Mérkőzés                                                 | Eredmény | Nézők száma |
| --------------- | ------------------------- | ----------------- | -------------------------------------------------------- | -------- | ----------- |
| 1968. május 11. | Lenin Stadion, Moszkva    | egyik negyeddöntő | Szovjet labdarúgó-válogatott–Magyar labdarúgó-válogatott | 3 – 0    | 91 129      |
| 1968. június 5. | San Paolo Stadion, Nápoly | egyik elődöntő    | Szovjet labdarúgó-válogatott–Olasz labdarúgó-válogatott  | 0 – 0    | 75 000      |

##### 1972-es labdarúgó-Európa-bajnokság

###### Selejtező mérkőzés
| Időpont           | Helyszín                       | Mérkőzés típusa           | Mérkőzés                                                    | Eredmény | Nézők száma |
| ----------------- | ------------------------------ | ------------------------- | ----------------------------------------------------------- | -------- | ----------- |
| 1971. április 4.  | Marjanom Stadion, Split        | előselejtező (7. csoport) | Jugoszláv labdarúgó-válogatott–Holland labdarúgó-válogatott | 2 – 0    | 15 563      |
| 1971. december 4. | Vaszil Levszki Stadion, Szófia | előselejtező (2. csoport) | Bolgár labdarúgó-válogatott–Franciaország                   | 2 – 1    | 18 057      |

###### Európa-bajnoki mérkőzés
| Időpont         | Helyszín                       | Mérkőzés típusa | Mérkőzés                            | Eredmény | Nézők száma |
| --------------- | ------------------------------ | --------------- | ----------------------------------- | -------- | ----------- |
| 1972. május 14. | Augusztus 23 Stadion, Bukarest | negyeddöntő     | Magyar labdarúgó-válogatott–Románia | 2 – 2    | 80 000      |

#### Olimpiai játékok
Az 1972. évi nyári olimpiai játékokon a FIFA JB bírói szolgálatra alkalmazta. Ha nem vezetett mérkőzést, akkor működő társának partbíróként segített. A kor elvárása szerint az egyes számú partbíró játékvezetői sérülésnél átvette a mérkőzés vezetését. Partbíróként egy mérkőzésre, egyes számú pozícióban kapott küldést.
| Időpont              | Helyszín                  | Mérkőzés típusa              | Mérkőzés                                                               | Eredmény | Nézők száma |
| -------------------- | ------------------------- | ---------------------------- | ---------------------------------------------------------------------- | -------- | ----------- |
| 1972. szeptember 1.  | Olimpiai Stadion, München | csoportmérkőzés (D. csoport) | Kolumbia az olimpiai játékokon–Ghána az olimpiai játékokon             | 3 – 1    | 25 000      |
| 1972. szeptember 10. | Olimpiai Stadion, München | döntő                        | Lengyelország az olimpiai játékokon–Magyarország az olimpiai játékokon | 2 – 1    | 80 000      |

##### Brit Bajnokság
1882-ben az Egyesült Királyság brit tagállamainak négy szövetség úgy döntött, hogy létrehoznak egy évente megrendezésre kerülő bajnokságot egymás között. Az utolsó bajnoki idényt 1983-ban tartották meg.
| Időpont         | Helyszín                | Mérkőzés típusa | Mérkőzés      | Eredmény |
| --------------- | ----------------------- | --------------- | ------------- | -------- |
| 1973. május 19. | Wembley Stadion, London | csoportmérkőzés | Anglia–Skócia | 1 – 0    |

#### A magyar labdarúgó-válogatott mérkőzései (1902–1929)
| Időpont           | Helyszín                         | Mérkőzés típusa          | Mérkőzés                                                | Eredmény | Nézők száma |
| ----------------- | -------------------------------- | ------------------------ | ------------------------------------------------------- | -------- | ----------- |
| 1960. október 30. | Központi Stadion, Brüsszel       | 365. válogatott mérkőzés | Belgium–Magyar labdarúgó-válogatott                     | 2 – 1    | 45 000      |
| 1971. július 21.  | Központi Stadion, Rio de Janeiro | 452. válogatott mérkőzés | Brazil labdarúgó-válogatott–Magyar labdarúgó-válogatott | 0 – 0    | 90 000      |
| 1972. január 12.  | Központi Stadion, Madrid         | 458. válogatott mérkőzés | Spanyolország–Magyar labdarúgó-válogatott               | 1 – 0    | 25 000      |

#### Nemzetközi kupamérkőzések
Vezetett kupadöntők száma: 2.

##### Kupagyőztesek Európa-kupája
| Időpont             | Helyszín                                   | Mérkőzés típusa   | Mérkőzés                             | Eredmény | Nézők száma |
| ------------------- | ------------------------------------------ | ----------------- | ------------------------------------ | -------- | ----------- |
| 1962. szeptember 5. | Neckar Stadion, Stuttgart                  | döntő 2. mérkőzés | Atletico Madrid–ACF Fiorentina       | 3 – 0    | 38 120      |
| 1964. szeptember 2. | Olympique de la Pontaise Stadion, Lausanne | első forduló      | FC Lausanne-Sport–Budapest Honvéd FC | 2 – 0    |             |
| 1965. november 3.   | Juliska Stadion, Prága                     | második forduló   | FK Dukla Praha– Budapest Honvéd FC   | 2 – 3    |             |

##### Bajnokcsapatok Európa-kupája
Működésének idején az ötödik bíró, aki több mint 10 BEK-mérkőzést vezetett (további játékvezetők Arthur Ellis,  Leo Horn, Gottfried Dienst, Lucien Van Nuffel). A 12. játékvezető – a 3. német – aki BEK döntőt vezetett.
| Időpont           | Helyszín                   | Mérkőzés típusa                 | Mérkőzés                             | Eredmény | Nézők száma |
| ----------------- | -------------------------- | ------------------------------- | ------------------------------------ | -------- | ----------- |
| 1966. március 2.  | Népstadion, Budapest       | egyik negyeddöntő (2. mérkőzés) | Ferencváros–FC Internazionale Milano | 1 – 1    |             |
| 1967. május 25.   | Nemzeti Stadion, Lisszabon | döntő                           | Celtic FC–FC Internazionale Milano   | 2 – 1    | 56 000      |
| 1968. február 3.  | Népstadion, Budapest       | egyik negyeddöntő (2. mérkőzés) | Vasas–SL Benfica                     | 0 – 3    |             |
| 1974. október 23. | Népstadion, Budapest       | második forduló                 | Újpest FC–Leeds United FC            | 1 – 2    |             |

##### Vásárvárosok kupája
| Időpont            | Helyszín                         | Mérkőzés típusa           | Mérkőzés                        | Eredmény |
| ------------------ | -------------------------------- | ------------------------- | ------------------------------- | -------- |
| 1968. október 28.  | Renato Dall'Ara Stadion, Bologna | elődöntő második mérkőzés | Bologna FC 1909–Ferencvárosi TC | 2 : 2    |
| 1969. február 3.   | Népstadion, Budapest             | elődöntő második mérkőzés | Újpesti Dózsa–Göztepe AŞ        | 4 : 0    |
| 1969. november 26. | Megyeri úti Stadion, Budapest    | 2. forduló (2. mérkőzés)  | Újpesti Dózsa SC–Club Brugge KV | 0 – 3    |

## Sportvezetőként
Mannheimben a labdarúgó körnek volt alelnöke. Tagja volt a Délnémet Labdarúgó-szövetségnek és a DFB JB-nek és nemzeti ellenőr is volt.

## Szakmai sikerek
- 1969-ben a nemzetközi mérkőzéseken nyújtott kitűnő teljesítményéért az UEFA szakvezetői az "Év Játékvezetője"-nek választották.
- 1975-ben Mannheim polgármestere ünnepi keretek között nyújtotta át számára a Szövetségi Érdemkeresztet és a  Golden Badge of Honour díjat.
- 1976-ban visszavonulása alkalmából, eredményes pályafutásának elismeréseként megkapta a szövetség dísztűjét és emlékérmét.
- 1978-ban a nemzetközi játékvezetés hírnevének erősítése, hazájában 10 éve a legmagasabb Ligában (osztályban) folyamatosan tevékenykedő, eredményes pályafutása elismeréseként, a FIFA JB felterjesztésére az 1965-ben alapított International Referee Special Award címmel és oklevéllel tüntette ki.